# Вусачик фруктовий
Вусачик фруктовий (Tetrops Stephens, 1829) — рід жуків з родини вусачів.

## Види
Налічується понад 10 видів Вусачиків фруктових:
- Вусачик фруктовий звичайний (Tetrops praeusta Linnaeus, 1758)